# Happiness (The Beloved)
Happiness è un album del 1990, pubblicato dal gruppo musicale britannico pop rock e dance The Beloved, uscito su etichetta EastWest nel Regno Unito e nell'Europa continentale, e per la Atlantic negli USA.
Si tratta del loro primo album in qualità di duo formato da Jon Marsh e Steve Waddington, dopo l'uscita dalla band degli altri due membri originari, Tim Havard e Steve Gauson, con cui l'iniziale quartetto aveva realizzato, nel 1987, per l'etichetta indipendente Flim Flam, un primo album di studio, anche se, in realtà, si trattava più che altro di una compilation, che raccoglieva, in un unico 33 giri, i vari singoli a 45 giri fino ad allora realizzati dai quattro, congiuntamente alle relative B-sides, tanto che molti considerano l'album del 1990 (anche a causa del cambio di formazione, da quartetto a duo, e del radicale mutamento di genere, dal pop rock e dalla new wave alla dance e alla acid house, stili assolutamente distinti e distanti tra loro, quasi agli antipodi) come il loro vero album di debutto.
Il long playing, scritto quasi tutto da Jon Marsh, insieme a Steve Waddington su due dei quattro singoli, e prodotto per lo più da Martin Phillips, con la collaborazione di Paul Staveley O'Duffy e l'apporto di Daniel Abraham, raggiunge il numero 14 nella classifica britannica, nel marzo del 1990, piazzandosi successivamente al #154 nella classifica statunitense dei Billboard 200.

## Il disco
Dopo essersi ridotti a un duo già nel 1987, dopo l'abbandono degli altri due membri originari, Marsh e Waddington rimangono ben presto affascinati dalle nuove sonorità della acid house, che stava prepotentemente emergendo sulla scena londinese dell'epoca, in club quali lo Shoom. Il duo passa così da uno stile synthpop-rock, influenzato prevalentemente dai New Order (una reminiscenza del quale si può ascoltare ancora nella traccia finale di questo secondo lavoro, "Found", l'unica canzone in stile pop rock dell'intero disco), a uno stile maggiormente orientato verso la nascente acid house, pop allo stato puro e techno. Non a caso, il 33 giri contiene anche la potente voce femminile della diva della house di Chicago, Kym Mazelle, che viene menzionata anche nel singolare testo del brano d'apertura e secondo singolo estratto, "Hello", insieme alle più importanti influenze della band, in vari campi, dalla musica, alla letteratura, alla politica e persino alla religione.
Il mutamento stilistico si rivela la chiave di volta verso il successo commerciale, dato che, fino ad allora, il gruppo era riuscito a piazzare i propri singoli soltanto nelle classifiche britanniche cosiddette indie. L'album del 1990 genera infatti ben 3 singoli che si fanno agevolmente strada nella UK Top 40: "The Sun Rising", che dopo aver spopolato nelle discoteche, arriva fino al Numero 26 della classifica ufficiale; "Hello", che sale fino al Numero 19, regalando loro il primo ingresso nella Top 20 britannica e il primo successo al livello internazionale; e "Your Love Takes Me Higher", che lambisce il margine più basso della UK Top 40, fermandosi al Numero 39. Un quarto singolo, "Time After Time", non va oltre il Numero 46 in Gran Bretagna, ma diventa una delle canzoni più popolari della band in alcuni paesi dell'Europa continentale, tra cui l'Italia, dove l'LP incomincia a vendere bene proprio sùbito dopo l'uscita di quest'ultimo singolo, provocando così anche la ristampa dei singoli precedenti.
Il successo dell'album è così grande da spingere il gruppo a pubblicare non solo una videocompilation contenente i videoclip realizzati per i quattro singoli (oltre a una quinta lunga traccia fantasma, che riprende Jon nudo, mentre fa apertamente l'amore con la sua ragazza dell'epoca), ma addirittura un intero album di remix, intitolato Blissed Out, nel 1991, con quasi tutte le canzoni dell'album (di fatto, mancano soltanto "Found" e "I Love You More"), in una o, soprattutto nel caso dei singoli, più versioni alternative (una delle quali costituisce la colonna sonora per il citato video sexy), più altri tre brani, per lo più strumentali e diretti all'utilizzo da parte dei DJ, di cui due già editi - "Paradise (My Darling, My Angel)", lato B di "Hello", e "Acid Love", che costituiva un doppio lato A insieme a "Loving Feeling" - e uno inedito - "Pablo (Special K Dub)" - ma comunque mai inseriti su un lavoro a lungo respiro del gruppo.

## La copertina, il design dei credits e i ringraziamenti
Il disco presenta una grafica molto semplice e, allo stesso, tempo, estremamente curata. Il design di copertina è di Bob Linney, che crea due figure stilizzate che si dànno un bacio, nell'illustrazione principale. All'interno, i credits sono quasi illeggibili, inscritti in una densa spirale, che parte da un occhio centrale, sdipanandosi verso l'esterno, dove conclude una scritta che, partendo da una frase introduttiva che dice «Finally we'd like to send lots of love and a big...» arriva a una parola, messa in evidenza rispetto alle altre, che riprende il titolo della prima canzone dell'album, con il termine «...Hello...» scritto in caratteri maiuscoli, mentre il resto è per lo più in minuscolo, e comunque in un formato ridotto rispetto alla parola «Hello» (messa in risalto anche dalla particolarità grafica con cui viene disegnata la "o" finale, costituita da un cerchio nero, in cui è inscritto un pallino, altrettanto nero, in campo bianco - due pallini vengono utilizzati anche per costruire la barra orizzontale della "h" iniziale e quella centrale della "e"), di cui viene sfruttato il significato di saluto, che si ricollega al resto della frase finale.
Quest'ultima, incorporando al suo interno i titoli di altre due canzoni dei Beloved (una delle quali è rappresentata da "Loving Feeling", uno dei due brani sul singolo doppio lato A della svolta dance / acid house, mentre l'altra è costituita dal loro primo vero successo, "The Sun Rising"), prosegue così: «...to anyone that knows us. Deep Joy to the Little Lord Jesus and hugs to everyone who's felt that 5 a.m. Loving Feeling. It's just the SUN RISING!» I puntini sulle due "i" maiuscole di "RISING" sono costituiti da due soli stilizzati, fatti come la "o" della citata parola «Hello», a cui si aggiungono dei raggi. Il finale della frase di saluto/ringraziamento, che menziona anche il titolo dell'album, recita invece: «Smile. Enjoy. Happiness. THE BELOVED», con il nome del gruppo messo in evidenza, oltre che dal carattere maiuscolo, anche da un altro sole stilizzato, ma senza raggi, per la lettera "o", oltre che da vari altri espedienti grafici, quali pallini e triangolini, per rendere le lettere in una specie di grassetto.
Segnalando, tra parentesi, i titoli originali in inglese delle canzoni citate, in corrispondenza delle relative traduzioni italiane, la frase completa può essere tradotta in italiano come: «Infine, vorremmo mandare tanto amore e un grosso CIAO a tutti quelli che ci conoscono, Gioia Profonda al Piccolo Signore Gesù e abbracci a tutti quelli che hanno provato quella Sensazione di Amore ("Loving Feeling") alle 5 del mattino: è soltanto il Sole che Sorge ("The Sun Rising")! Sorridete e godetevi la Felicità (Happiness). I Beloved», con l'ultima frase che assume il senso di un chiaro invito ad apprezzare l'album (ENJOY HAPPINESS, «Godetevi Happiness»).
Curiosamente, nei credits non compare, tra i nomi dei coristi, quello della cantante statunitense house Kym Mazelle, la quale, come si è già detto in precedenza, oltre a cantare sul brano d'apertura, "Hello", viene pure menzionata all'interno del suo particolarissimo testo, definito da Jon e Steve, in un'intervista dell'epoca alla popolare rivista musicale Smash Hits, "a statement of fact", cioè «una dichiarazione di intenti».

## Tracce
1. "Hello" - 4:18 (Jon Marsh)
2. "Your Love Takes Me Higher" - 3:39 (Jon Marsh/Steve Waddington)
3. "Time After Time" - 4:13 (Jon Marsh)
4. "Don't You Worry" - 3:51 (Jon Marsh)
5. "Scarlet Beautiful" - 4:43 (Jon Marsh)
6. "The Sun Rising" - 5:05 (Jon Marsh/Steve Waddington)
7. "I Love You More" - 3:55 (Jon Marsh)
8. "Wake Up Soon" - 5:02 (Jon Marsh)
9. "Up, Up and Away" - 6:02 (Jon Marsh)
10. "Found" - 4:24 (Jon Marsh)

## Singoli, promo e ristampe dall'album
Le posizioni in classifica sono quelle relative alla Classifica Britannica dei Singoli, per le quali si possono consultare la fonte cartacea rappresentata dalla pubblicazione ufficiale The Guinness Book of British Hit Singles (recentemente unificata, con la pubblicazione gemella, in The Guinness Book of British Hit Singles & Albums, nonché la fonte in rete costituita dal sito online ufficiale della UK Top 40 Hit Database su Everyhit.com:
- gennaio 1989 - "Your Love Takes Me Higher" (UK #91) [singolo]
- settembre 1989 - "The Sun Rising" (UK #26) [singolo]
- 5 gennaio 1990 - "Hello"  (UK #19) [singolo]
- 24 marzo 1990 - "Your Love Takes Me Higher" (UK #39) [ristampa]
- maggio 1990 - "The Sun Rising" [ristampa]
- 9 giugno 1990 - "Time After Time" (UK #46) [singolo]
- ottobre 1990 - "Up, Up and Away" [promo]

Oltre a questi quattro 45 giri, viene realizzato anche un promo per "Up, Up and Away", anche se verrà utilizzato per lo più per la promozione del relativo album di remix.
Infatti, di Happiness vengono realizzate anche 3 differenti edizioni di un intero album di remix, intitolato Blissed Out, uscito nel 1991, contenente una o più versioni alternative di 8 dei 10 brani del long playing originale; le uniche escluse sono "I Love You More" e la traccia di chiusura, "Found", che, oltre a essere l'unico brano lento (non una ballad, per l'esattezza, bensì un cosiddetto «middle beat» o «middle tempo»), è anche l'unico brano pop rock del 33 giri del 1990.

## Formazione

### Gruppo
- Jon Marsh: tastiere, voce, programmazione tracce ritmiche, musica, testi
- Steve Waddington: chitarra, tastiere, musica, testi

### Altri musicisti
- Marc Fox: percussioni, cori
- Terry Disley: piano su #4; assolo su #9
- Gavin Wright: violino su #3 e #4
- Wilfred Gibson: violino su #3 e #4
- Fred McFarlane, Peter Schwartz: programmazione aggiuntiva su #7
- Kym Mazelle: voce femminile su #1
- Leroy Osborne, Dee Lewis, Linda Lewis, Janette "Rose" Sewell, Margo Sagov, Chyna, Derek Green, Andy Caine: cori

### Produzione e staff
- Martin Phillips: programmazione principale, produzione, tecnico del suono
- Paul Staveley O'Duffy: produzione su #2 e #7, tecnico del suono
- Daniel Abraham: remix e produzione extra su #7, tecnico del suono
- Bob Linney: design copertina